# Симфония № 12 (Гайдн)
Симфония № 12 ми мажор Hob. I:12 — симфония Йозефа Гайдна, написанная в 1763 году.
Состав оркестра: два гобоя, фагот, две валторны, струнные (1-е и 2-е скрипки, альты, виолончели и контрабасы). Примерная продолжительность звучания — 20 минут.

## Структура
1. Allegro
2. Adagio (ми минор)
3. Presto

## Характеристика музыки
Как указывал К. Ф. Поль, «одна из лучших и одинаково интересных во всех частях симфоний своего времени». В то же время ряд специалистов выделяет в этой работе медленную часть, в которой Э. Ходжсон видел «отражение меланхолии пастуха, погружённого в раздумья на фоне пейзажа XVIII столетия» (англ. it reflects the melancholy of a shepherd left to his thoughts in an Eighteenth-century landscape).